# Хаджімус
Хаджімус (рум. Hagimus) — село в Молдові в Каушенському районі. Утворює окрему комуну.